# 西岸寺 (文京区)
西岸寺（さいがんじ）は、東京都文京区にある浄土宗の寺院。

## 歴史
関口大泉寺開山一蓮念譽の弟子だった本蓮社覺譽上人長察和尚が元和2年（1616）に開山、第十世巌譽上人が中興。
本堂は鉄筋コンクリート造り2階建て（1階は半地下の納骨堂墓地）。
昭和2年、関東大震災の被害を省みて、当時としては前例のないコンクリート造り、耐震耐火の本堂を建設、本堂の下を納骨堂墓地にして、それまでの外墓地からご先祖一体づつを改めて焼骨にして納めた。
昭和20年、戦災に遭い大屋根は焼け落ちたが建物そのものは内部に火を入れずに焼け残り、ご本尊とその荘厳、過去帳等を焼失せずに済んだ。
昭和29年に修復、さらに平成8年に大改修をし、既に築80年を経た現存する最も古いコンクリート造りの本堂である。

## 交通アクセス
- 東京メトロ南北線、丸ノ内線「後楽園」駅下車徒歩6分。
- 都営三田線、大江戸線「春日」駅下車徒歩6分。